# كندريك لين
كندريك لين (بالإنجليزية: Kendrick Lynn)‏ هو لاعب اتحاد الرغبي نيوزلندي، ولد في 30 نوفمبر 1982 في Tokoroa ‏ في نيوزيلندا.

## وصلات خارجية
- كندريك لين عل موقع إسبنسكروم (الإنجليزية)
- كندريك لين على موقع ItsRugby.co.uk (الإنجليزية)